# Cartoon Network
Cartoon Network (CN, букв. англ. мережа мультфільмів) — американський дитячий телеканал, в даний час є одним з найбільших в світі телеканалом для дитячої аудиторії. Входить в корпорацію Nicklodeon. Мовлення ведеться в Incidental 62 1080i. Більш того Cartoon Network є не тільки дитячим каналом: під час нічного ефіру ведеться Adult Swim — блок мультсеріалів для більш дорослої аудиторії. Головні офіси в Атланті й Бербанку.
В Україні програми «Cartoon Network» виходили на телеканалах «ICTV», «2+2», «Новому каналі», «QTV» та «ПлюсПлюс».«ТЕТ»

## Історія
1 жовтня 1992 року запустився Cartoon Network у США, першим мультсеріалом показаним на каналі була короткометражка Rhapsody Rabbit з Веселі мелодії. Спочатку на телеканалі показувалися мультфільми від студій: Warner Bros, MGM та Hanna-Barbera. Канал спочатку мовив у кабельних мережах у Нью-Йорку, Філадельфії, Вашингтоні, Далласі та Детройті. На момент запуску в базі було 8500-годин мультфільмів. Також Cartoon Network контролював однойменним програмним блоком на TNT. Cartoon Network був першим дитячим цілодобовим каналом у США.
До кінця 1994 року Cartoon Network став «п'ятим за популярністю кабельним каналом у США».
У 1996 році Turner Broadcasting System об'єдналася з Time Warner (яка запустила Nickelodeon і ним володіла до 1986 року). Злиття дозволило використати всі мультфільми від Warner Bros.
У 1997 році з'явився аніме блок Toonami. Блок пропонував такі аніме як: Роботек, Громокішки, Сейлор Мун, Tenchi Muyo!, Mobile Suit Gundam Wing, Dragon Ball Z і т.п.
18 червня 2001 року Бетті Коен, яка обіймала пост президента Cartoon Network з моменту її заснування, покинула компанію через творчі розбіжності з Джеймі Келлнером, тодішнім главою Turner Broadcasting. 22 серпня 2001 року Джим Семплс був призначений генеральним менеджером та виконавчим віце-президентом каналу, замінивши Бетті. «Adult Swim» стартував 2 вересня 2001 з епізодом Домашнє відео, блок спочатку транслювався в неділю ввечері і з повторами по четвергах. Спочатку сітка складалася з Харві Бердман, МорЛаб 2021, Cowboy Bebop, Шоу Шлюбу, Aqua Teen Hunger Force та Космічний привид.
3 жовтня 2003 року блок «Cartoon Cartoon Friday» було перейменовано на «Friday».
У 2004 році на Cartoon Network вийшли три нові мультсеріали: Megas XLR, Фостер: Будинок для друзів зі світу фантазій та Hi Hi Puffy AmiYumi. 14 червня 2004 року було проведено ребрендинг, який включав оновлену версію логотипу та новий слоган: This is Cartoon Network!
У 2005 році стартували ще п'ять мультсеріалів: Життя та пригоди Джуніпер Лі, Табір Лазло, Роботбой, Мій друг – мавпа та Бен-10.
Джим Семплс пішов зі своєї посади 9 лютого 2007 року після паніки в Бостоні, викликаної посиланнями в Aqua Teen Hunger Force. 2 травня 2007 Стюарт Снайдер був названий наступником Джима.
У червні 2009 року Cartoon Network представив блок із живими акторами під назвою «CN Real», в якому виходили такі програми: The Othersiders, Survive This, BrainRush, Destroy Build Destroy, Dude, What, Bobb'e Says, Happen та Bobb'e Says.
29 травня 2010 року було представлено новий фірмовий стиль, а також нове оформлення та слоган «Check it!». 27 грудня 2010 року Adult Swim розширився на одну годину, і час його початку було перенесено з 22:00 до 21:00 за східним часом.
30 березня 2012 року було повернуто блок «Cartoon Planet», яким транслювалися старі мультфільми 1990-х і 2000-х років.
6 березня 2014 року Стюарта Снайдера було відсторонено від посади президента та головного операційного директора «Turner Animation», «Young Adults» та «Kids Media» після реструктуризації. 16 липня 2014 року Крістіна Міллер була призначена його наступницею на посаді президента та генерального директора «Cartoon Network», «Adult Swim» та «Boomerang». 21 жовтня 2014 року «Cartoon Network», поряд із «CNN» та «Boomerang», було відключено від американського телевізійного провайдера Dish Network через розбіжності за контрактами, проте через місяць канали було відновлено.
Наприкінці 2019 року Крістіна Міллер залишила WarnerMedia. Майкл Оувелін обійняв посаду тимчасового президента Cartoon Network.
З 1 липня 2019 року Том Ашейм став президентом «Warner Bros. Global Kids, Young Adults та Classics», куруючи «Cartoon Network», «Boomerang», «Adult Swim» та «Turner Classic Movies».
9 березня 2022 року канал Cartoon Network призупинив мовлення у Росії але мовлення каналу російською мовою продовжується в країнах СНД

## Логотип
Телеканал змінив 3 логотипа. Нинішній — 4-ий за рахунком.
- У 1991 році логотипом було червоне кільце з синьою серединою, на першій дузі слово «CARTOON» жовтим шрифтом, на другій дузі слово «NETWORK» жовтим шрифтом, всередині було біле кільце з зеленою серединою, всередині був персонаж. Перебував у правому верхньому куті.
- З 1 жовтня 1992 по 13 червня 2004 логотип являв собою прямокутник, розділений на безліч квадратів білого і чорного кольорів, в кожному з яких поміщена буква чорного або білого кольору зі слова «CARTOON NETWORK». Перебував у правому верхньому куті.
- З 14 червня 2004 по 28 травня 2010 логотипом був чорний перевернутий квадрат з білою літерою «C» і білий квадрат з чорною літерою «N», під ним був підпис «CARTOON NETWORK». Перебував у правому верхньому куті. Але в деяких годинах перебував у нижньому правому куті.
- З 29 травня 2010 по даний час логотипом є прямокутник, розділений на два квадрата чорного і білого кольорів, на чорному квадраті біла літера «C», на білому квадраті чорна літера «N», під ним підпис «CARTOON NETWORK». Знаходиться в правому верхньому кутку.
  - З 1 лютого 2017 року логотип зменшився в розмірі

Другий логотип з 1 жовтня 1992 по 13 червня 2004 року.
Третій логотип з 14 червня 2004 по 28 травня 2010.
Четвертий логотип з 29 травня 2010 і досі.

## Слогани
Слогани телеканалу також змінювалися з часом:
- The best place for cartoons! (Найкраще місце для мультиків!) (1 жовтня 1992 — 13 червня 2004),
- Screwy, is not it? (Химерно, чи не так?) (2 вересня 1997 — 28 вересня 2003),
- This is Cartoon Network (Це Cartoon Network) (14 червня 2004—2006),
- Yes (Так) (2006—2007),
- Let's go (Ходімо) (2009 — 28 травня 2010),
- Check it! (Заціни!) (29 травня 2010 — 12 жовтня 2016),
- Oh My God! (Боже мій!) (12 жовтня 2016 — теперішній час).

## Оригінальні мультсеріали

### Мультсеріали сумісного виробництва
Дивовижний Світ Гамбола(The Amazing world of Gumball)2011-2019
Мікселі(Mixels)2014-2016

## Наповнення етеру
- Час пригод

- Юнні Титани Вперед

- Бакуган

- Пригоди: Чіми

- Дивовижний Світ Гамбола

- Том і Джеррі Шоу (2014)

- Луні Тюнс

- Суперкрихітки

- Суперкрихітки (2016)

- Трансформери: Кібервсесвіт

- Ліга справедливості

- Ніндзяґо: Майстри Спінджинцу

- Ніндзяґо:  Повстання Драконів

- Лабораторія Декстера

- Лицарі Некзо Найтс